# Suriname Major League
De Suriname Major League (SML) is de betaalde voetbalcompetitie in Suriname.
De competitie werd begin 2024 door de Surinaamse Voetbal Bond gestart als opvolger van de SVB-Eerste Divisie, ook een tijdlang SVB Hoofdklasse genoemd. Met de start van de SML werd in Suriname beroepsvoetbal geïntroduceerd, in de eerste vier jaar als pilot. Het eerste doelpunt in de SML werd gescoord door Jamilhio Rigters van SV Robinhood in de openingswedstrijd op 23 februari 2024 tegen SV Transvaal in het Dr. Ir. Franklin Essed Stadion. Na de tegentreffer van Jercinio Grendel van Transvaal eindigde de wedstrijd in een gelijkstand.

## Start betaald voetbal
Ook voor de aanvang in 2024 was het normaal dat voetballers een contract hadden bij een club. Bij de start werd ervan uitgegaan dat nog niet alle spelers hun inkomen geheel uit het voetbal zouden halen en was de verwachting dat het niet alleen om prof maar ook om semiprof zou gaan. Tijdens de officiële lancering op 22 februari 2024 sprak SVB-voorzitter John Krishnadath de verwachting uit dat de professionalisering van het Surinaamse voetbal zo'n 250 tot 500 banen zou creëren. Niet alleen de voetballers maar ook de clubeigenaren zullen aan de competitie verdienen.
Het doel van de SML is een snellere ontwikkeling van het Surinaamse voetbal. Bij de lancering was FIFA-vertegenwoordiger Herve Blanchard aanwezig, evenals minister Gracia Emanuël en Surinaams Olympisch Comité-voorzitter Ramon Tjon-A-Fat.
Nadat SV Leo Vicor in 2024 op de laatste plaats eindigde ging de club over tot veelvuldige transfers door twaalf nieuwe spelers te contracteren.

## Teams
De Suriname Major League startte in 2024 met de volgende teams:
- SV Notch, Moengo
- PVV, Paramaribo
- SV Transvaal, Paramaribo
- SV Voorwaarts, Paramaribo
- SV Robinhood, Paramaribo
- Inter Moengotapoe, Moengotapoe
- SV Flora, Paramaribo, Paramaribo
- FC Inter Wanica, Paramaribo
- SV Broki, Paramaribo
- SV Leo Victor, Paramaribo

## Winnaars
- 2024: SV Robinhood[8]
- 2025: Inter Moengotapoe[9]